# Mazarine Street
Mazarine Street var ett svenskt rockband, bildat 1993 i Stockholm.
Gruppens första skivsläpp blev 1995 års singel Get It On (Freak Scene Records), följd av debutalbumet The Beast of Mazarine Street och EP:n Smokin' (båda utgivna 1996 på Fine Tone Recordings). År 1997 släpptes gruppens andra album, Thirteen Reasons to Believe (Fine Tone Recordings), och samma år också singeln Mazarine Street Plays Sun Ra & Dead Boys (Steer Records) och EP:n Everyday Survivor (Fine Tone Recordings).
Fyra år fortlöpte innan gruppen 2001 släppte sitt tredje och sista album Delirious (Virgin Records/Dolores Recordings). Från skivan utgavs singlarna Good Enough och Upstairs.
Mazarine Street återförenades 2013 för en festivalspelning på Knarrholmen utanför Göteborg. Den 22 maj 2013, med två dagar kvar till spelningen, ställde bandet dock in konserten och angav "familjeskäl" som orsak.

## Medlemmar
- Henry Moore Selder – saxofon, turntable, slagverk, bakgrundssång, orgel, vocoder
- Jakob Krajcik – basgitarr
- Vejde Gustavsson – trummor
- Peo Bengtsson – gitarr
- Malte Holmberg – sång, gitarr, munspel, slagverk
- Luciano Leiva – keyboard

## Diskografi
Studioalbum
- 1996 – The Beast of Mazarine Street
- 1997 – Thirteen Reasons to Believe [5]
- 2001 – Delirious [6]

EP
- 1996 – Smokin'
- 1997 – Everyday Survivor

Singlar
- 1995 – "Get It On" / "Black Five"
- 1997 – "Mazarine Street Plays Sun Ra & Dead Boys"
- 2000 – "We're Coming To Get You Boy - The TT Soundtrack"
- 2001 – "Apocalypse Right Now" / "Drop the Mic"
- 2001 – "Good Enough" / "Black Milk"
- 2001 – "Upstairs" / "Money"